# Ostilio Capaccioli
Ostilio Capaccioli (Roccastrada, 11 ottobre 1917 – Roccastrada, 16 maggio 1982) è stato un calciatore e allenatore di calcio italiano, di ruolo centrocampista.
Alcune fonti danno come data di nascita il 18 ottobre, altre come luogo di nascita Grosseto.

## Carriera
Con la maglia del Livorno ha disputato 229 partite segnando 9 gol, di cui 8 nei campionati di Serie A; con la maglia dei toscani ha debuttato il 17 ottobre 1937 in Bari-Livorno 1-1. Ha inoltre disputato 24 partite segnando 2 reti nel campionato del 1944 con l'allora Juventus Cisitalia.
Viene ricordato dal club toscano come uno dei suoi più grandi campioni, con cui nella stagione 1942-1943, sotto la guida dell'allenatore Ivo Fiorentini, mancò per un solo punto la conquista dello scudetto a favore del Grande Torino, che era stato battuto per 2-1 sul proprio campo e che aveva ottenuto il virtuale titolo di campione di inverno in coabitazione con i labronici.

## Palmarès

### Giocatore

#### Competizioni nazionali
- Campionato italiano di Serie B: 1

Livorno: 1936-1937
- Campionato italiano Serie C: 1

Piombino: 1950-1951 (girone C)

#### Competizioni regionali
- Prima Divisione: 1

Bolzano: 1935-1936